# Aratos z Soloj
Aratos z Soloj (stgr. Ἄρατος ὁ Σολεύς Aratos ho Soleus; wersja łac. imienia Aratus; ur. około 310 p.n.e., zm. około 245 p.n.e.) – hellenistyczny poeta i lekarz grecki żyjący w czasach Ptolemeusza II Filadelfosa (panowanie: 284–246 p.n.e.). Urodził się w Soli w Cylicji. Aratos był uczniem filozofa Perseusza z Aten, z którym udał się na macedoński dwór Antygona Gonatasa, gdzie spędził resztę swojego życia. Z inspiracji króla napisał Φαινόμενα (Phaenomena) – O znakach niebieskich astronomiczny poemat heksametryczny parafrazujący dzieło Eudoksosa z Knidos, w którym opisał 44 konstelacje gwiazd. Sam nie był astronomem.

## Osoba
Aratos urodził się około 310 roku p.n.e. w Soloj. Jego ojciec był zwycięskim strategiem w Soloj. Kształcił się u Menekratesa, potem w Atenach u gramatyka perypatetyckiego Praksyfanesa oraz u założyciela Stoi, Zenona z Kition. Studiował także matematykę i astronomię. W latach siedemdziesiątych III wieku w eubejskiej Eretrii przebywał wspólnie z filozofem megarejskim (erystycznym) Menedemem. Jeszcze w Atenach pisywał wiersze, co jak się zdaje było powodem, że Zenon z Kition, zaprzyjaźniony z królem macedońskim Antygonem Gonatasem (od 276/5 r.), polecił go królewskiej opiece. Już jako nadworny poeta napisał kantatę na ślub króla z królewną syryjską Filą. Na dworze macedońskim przebywał dłużej wraz ze stoikami Perseuszem i Filonidasem, sceptykiem Tymonem z Fliuntu oraz poetami Aleksandrem Etolczykiem i Atenagorasem z Rodos. Z Macedonii udał się, być może z polecenia królowej Fili, na dwór syryjski Antiocha I Sotera, gdzie opracował na żądanie króla wydanie Odysei. Z Syrii wrócił na dwór macedoński, gdzie zmarł jeszcze przed śmiercią Antygona Gonatasa (240/39 r.).

## Twórczość

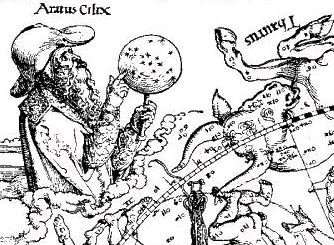
Aratos z globusem niebieskim

Katalog pism poety podaje Księga Suda. Oprócz Fenomenów jest tam wymieniony jeszcze jeden, późniejszy poemat astronomiczny, farmaceutyczny, kosmogoniczny, o rytuałach ofiarnych, nadto okolicznościowe wiersze żałobne, zwane epicediami. Wszystkie te utwory poszły w niepamięć wobec głównego arcydzieła poety, wspomnianych Fenomenów (Phainómena) – to jest Zjawisk na niebie.

## GenezaFenomenów
Anegdota opowiedziana w jednym z żywotów Arata (Vita I) podaje takie okoliczności powstania utworu: Król Antygon wezwał dwóch poetów ze swego dworu, by popisali się swym kunsztem, lekarza Arata i astronoma Nikandra. Lekarz napisał poemat astronomiczny (Phainómena), a astronom - medyczny (Thēriaká). Anegdota jest zmyślona. Nikander żył o pokolenie wcześniej od Arata, nie mógł więc stanąć z nim do rywalizacji. Posłużyła jednak Cyceronowi, a po nim innym do twierdzenia, że kto posiada dobre wykształcenie retoryczne, potrafi, gdy trzeba, ubrać w piękne wiersze np. tajniki natury, choćby się nigdy nie uczył nauk przyrodniczych, trzeba mu je tylko spisać i dać do ręki. W istocie Aratos posiadał niewątpliwie pewną wiedzę astronomiczną, swój utwór napisał jednak na podstawie globusa niebieskiego i komentarza sławnego matematyka i astronoma Eudoksosa z Knidos (ok. 390–337), ucznia pitagorejczyka Archytasa i Platona. Na globusie narysowane były konstelacje gwiezdne i ich nazwy. Dzięki globusowi i komentarzowi Aratos zorientował się w nazwach ciał niebieskich, ich układzie, czasie ich wschodu i zachodu i ich wpływie na zmiany pogody i wiatrów.

## Treść
Utwór otwiera hymn do Zeusa napisany na wzór hymnu Kleantesa i starego hymnu orfickiego. Stanowi recytację wobec zgromadzonych na święto Zeusa mężów (w tym przypadku zapewne stoików).

Zeus niechaj będzie początkiem, mężowie, i nigdy bez Jego
 nie zostawajmy wezwania, pełne bo Zeusa ulice,
 rynki miast, pełne i morze, i porty jego opieki;
 wszędzie tak wszyscy pomocy potrzebujemy Zeusowej.
 Jego wszak rodem jesteśmy, a on dla ludzi łaskawy
 daje pomyślne im znaki i budzi gromady do pracy,

Od hymnu przechodzi poeta do opisu konstelacji. Chcąc ożywić bieg utworu każe czytelnikowi szukać ich na niebie: Jeśli chcesz znaleźć Woźnicę i gwiazdę Woźnicy, i doszła/wieść cię o Kozie, to jego znajdziesz w całej wielkości,/jak się opiera o lewy bok Bliźniąt, a głowy wierzchołek/przeciw Helice się zwraca, nad lewym zaś Bliźniąt ramieniem/święta się Koza znajduje. Poeta używa określeń w prawo, w lewo, u góry, od dołu, przy głowie, ramieniu, ręce chcąc oddać wzajemne położenie gwiazd pozostających w bezustannym ruchu i stale zmieniających wzajemny stosunek do siebie. Opisując te ruchy Aratos tłumaczy je wzajemnymi upodobaniami lub antypatiami. Mit pozwala mu zamienić suchy katalog w poezję.

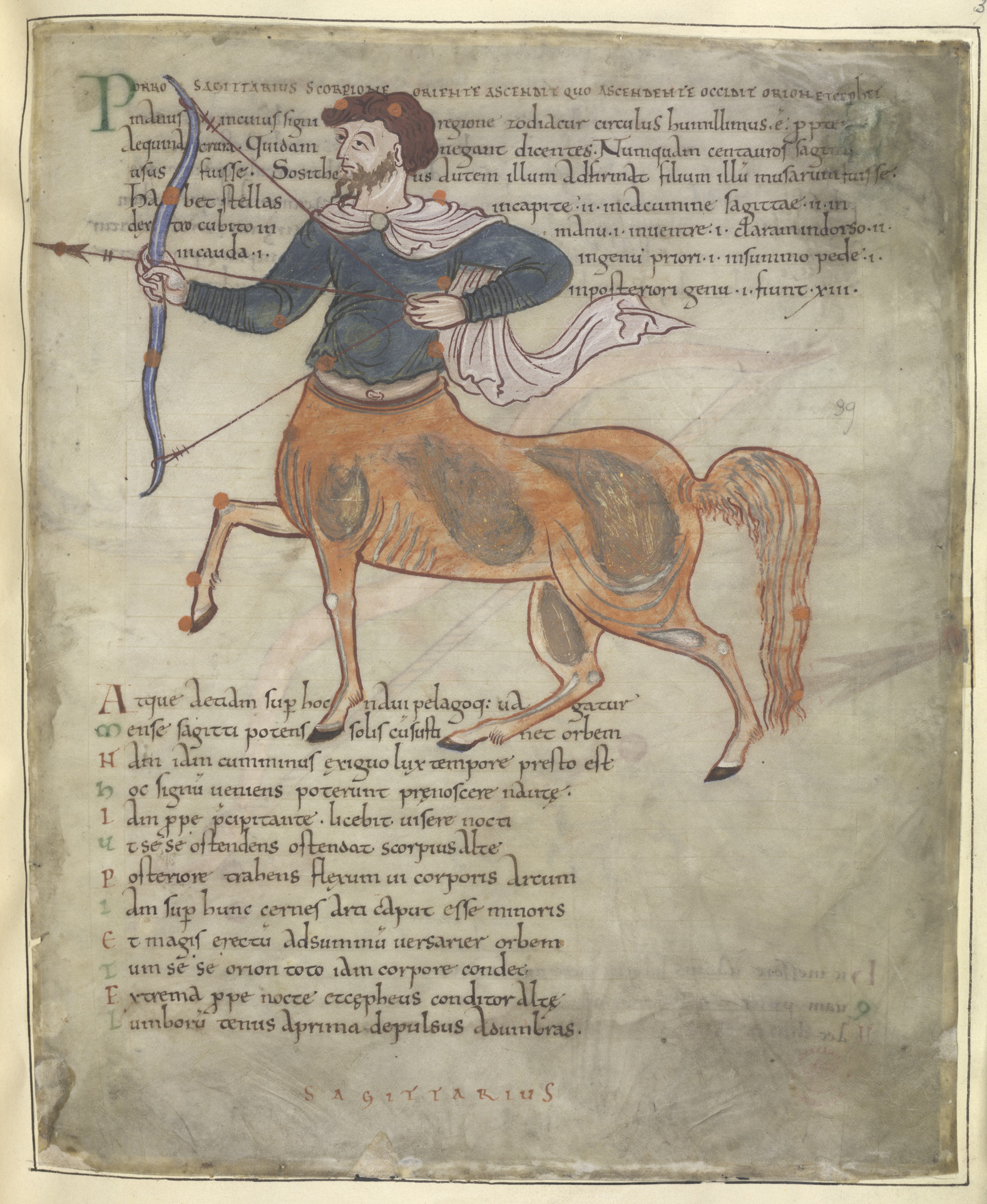
Konstelacja Koziorożca. Aratus Cycerona, poł. XI wieku

Za ilustrację mitologicznego ożywienia poematu niech posłuży Aratowy opis wzejścia na niebie Cefuesza i Kassjopei, rodziców Andromedy przed Niedźwiadkiem: Kefeus pasem ociera się o podłoże, a górna część jego ciała, aż do głowy zanurza się w oceanie: zanurzyć kolana, nogi i biodra wzbraniają mu Niedźwiedzice. A sama biedna Kassjopeja spieszy za obrazem córki. Nóg jej i kolan nie widać jeszcze porządnie z wozu, a ona podnosząc się z wozu zanurza głowę, podobnie do skaczącego nurka. Poeta często zastępuje opis konstelacji krótkimi porównaniami, zaczerpniętymi z przypisywanej Hezjodowi Tarczy Heraklesa. Dłuższe porównania pojawiają się w poemacie dwukrotnie. Po raz pierwszy przy Kassjopei (w. 192), gdzie pojawienie się gwiazd jest porównane do odsuwania zasuwy zaryglowanych drzwi. Po raz drugi przy opisie Argo (w. 344-347), obróconego w tył, jak zwykle okręty, kiedy żeglarze obracają już rufę, wjechawszy do przystani, i kiedy zaraz podpierają okręt, bo odpływ odciąga od lądu. Na Hezjodzie opiera się Aratowy opis lata (w. 149-155) z jego upałem, zżętymi snopami i niespokojnym, wskutek wiatrów, morzem. Podobnie jak opis zimy (w. 287-299) przedstawiający niebezpieczeństwa żeglugi po wzejściu Koziorożca.
Aratos szczególnie interesuje się żeglugą. Opisowi konstelacji towarzyszą rady dla żeglarzy i rolników, po których następuje opis zodiaku (w. 588–732) i wspólnie wschodzących gwiazd. Z części zodiaku, które po sobie wschodzą i zachodzą oznacza się początek dnia i koniec nocy, szczególnie ważne dla żeglarzy. W drugiej części poematu, zwanej w młodszych rękopisach Diosēmeia lub Prognōseis, a zaczynającej się od wiersza 733, daje poeta powiązane ze wschodem gwiazd i innymi zjawiskami przyrody informacje o zmianach pogody i ich przewidywaniu, skierowane szczególnie ku żeglarzom i rolnikom. Część tę rozpoczyna ponownym nawiązaniem do Zeusa: Jeszcze my, ludzie, nie wiemy wszystkiego od Zeusa i wiele rzeczy jest skrytych, z których jedne wskaże nam Zeus: on przecież jawnie wspomaga ród ludzki wszędzie wglądając i wszędzie ukazując znaki; drugie rzeczy powie ci albo księżyc albo słońce. We wstępie wymienił poeta znaki, które dotyczą prac całego roku. Jako że te, które można wysnuć z ruchu i położenia gwiazd okazały się niewystarczające, w Prognostykach dodał inne, które ludzie dotąd poznali.

## Wzory Arata
Zarówno w wyborze tematu nieheroicznego, łączącego się z dniem codziennym rolnika i żeglarza, jak i w sposobie jego ukształtowania za pomocą mitów i napomnień idzie Aratos za Hezjodem i jego Pracami i dniami. Natomiast w kwestiach merytorycznych oparł się na Eudoksosie. Nie cytuje go dosłownie, nie sięga też po inne źródła astronomiczne ówczesnych czasów. W opisie nieba pozostaje jednak całkowicie wierny Eudoksosowi, chociaż wzajemne położenie konstelacji uległo od jego czasów znacznym przesunięciom. Wierność Arata względem Eudoksosa chwali żyjący w II wieku p.n.e. Hipparch z Nicei autor zachowanego Komentarza do Arata i Eudoksosa. Tok wykładu Arata jest ścisły, pozbawiony ozdób czy patosu, a także charakterystycznego dla poetów aleksandryjskich sentymentalizmu. Aratos pisze dla dojrzałej publiczności, która tak za jego czasów, jak i obecnie najbardziej interesuje się pogodą i najwięcej o niej mówi. Zwraca uwagę na wpływ gwiazd na pory i roku i pogodę, co jego czytelników interesowało, natomiast ignoruje zupełnie, coraz bardziej wówczas modną astrologię, rozumianą jako wiedzę o wpływie gwiazd na losy jednostek i ludów.

## Język i metrum
W języku Aratos, wydawca Odysei, szedł za Homerem, czasami błędnie rozumiejąc jego formy. Nie dbał o elegancję jak inni aleksandryjczycy, o czym świadczy nadmiar spójników (ra, ge, te) i powtarzanie staroświeckich pleonazmów (takich jak: przez wszystkie dni, nieustannie, zawsze), a także częste zaczynanie zdania od ale ten.
W metryce wyraźnie nie zna reformy heksametru dokonanej przez Kallimacha i często stosuje wzgardzone przez tego poetę cztery spondeje w jednym wierszu. Jest też mniej wyrafinowany od współczesnych sobie poetów. Łączy go zresztą z nimi głównie chronologia. Wywodzi się z tradycji ateńskiej i macedońskiej, a uznanie u aleksandryjczyków zawdzięcza głównie temu, że podobnie jak oni za swego patrona obrał Hezjoda.

## Sława

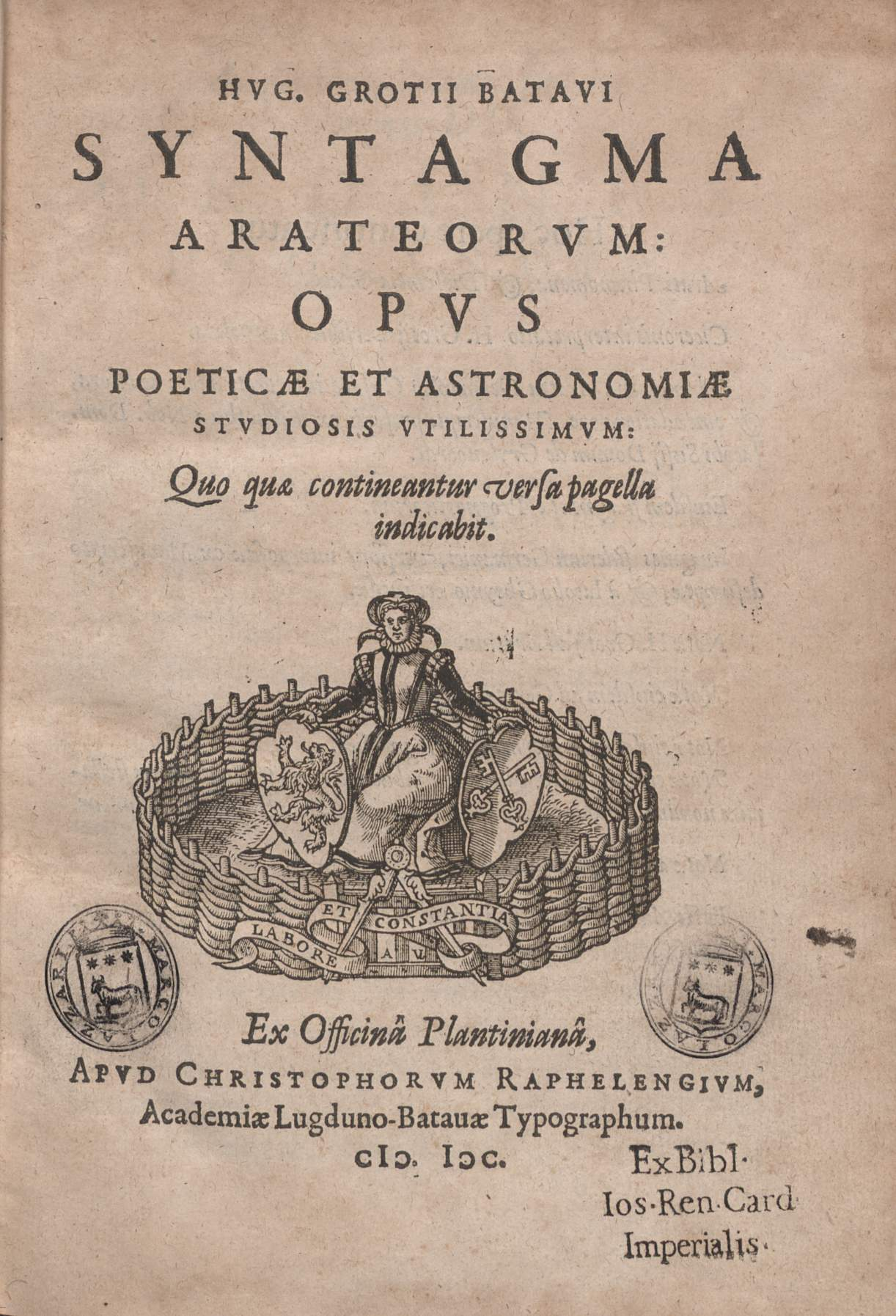
Phaenomena

O sławie Arata  świadczą epigramy współczesnych. Chwali go Kallimach jako nowego Hezjoda. Leonidas z Tarentu nazywa go uczonym Aratem, który subtelną troską zbadał wszystkie gwiazdy  i przywołuje Zeusa na porównanie: Niech pochwalony będzie ten, który tak wielkie dzieło wypracował, i niech drugim po Zeusie zwie się on, co nowego blasku gwiazdom przysporzył na wieki. Utwór Arata spodobał się też jednemu z Ptolemeuszów, prawdopodobnie Ptolemeuszowi VII Fyskonowi, panującemu w II stuleciu, który przedkłada go w epigramie nad innych poetów, którzy temu tematowi poświęcili swe zdolności, zaznaczając, że mistrz delikatnej mowy, Arat, dzierży wśród nich berło.
Już w II wieku p.n.e. zajęli się dziełem Arata gramatycy, którzy sporządzili wydanie krytyczne poematu i komentarz do niego. Poemat skomentował również wybitny grecki astronom Hipparch. Pomimo kilku uwag krytycznych pod adresem poematu Arata, Hipparch stawił go na równi z Eudoksosem. Z dzieła Hipparcha zachował się właśnie tylko komentarz do Arata. Pisanie licznych komentarzy do Fenomenów było kontynuowane jeszcze w Bizancjum, gdzie podręcznik do astronomii wszedł w skład siedmiu sztuk wyzwolonych.
Na zachodzie w I połowie I wieku p.n.e. naśladował Arata Varo Atacinus, a niedługo potem młody Cycero przełożył Fenomena (zachowała się jedynie część przekładu od wiersza 480) i Prognostica (znane tylko we fragmentach). W całości zachował się przekład Germanika (15–19 p.n.e.) i Awiena (Arati Phoenomena z IV wieku). Do naśladowców Arata należeli Wergiliusz, który korzystał z niego w swoich Georgikach i Owidiusz - autor skrótu Fenomenów. Od Owidiusza pochodzi zapewnienie o nieśmiertelności Arata: cum sole et luna semper Aratus erit (razem z miesiącem i słońcem zawsze trwać będzie Aratus). Kwintylian w I wieku n.e. zarzucał Aratowi, że przedmiot jego poematu pozbawiony jest żywego ruchu. Na Aratosie wzorował się też Marek Maniliusz (Astronomica).
Gdy pod koniec starożytności wykształcenie skurczyło się do elementów matematyki i muzyki, a astronomia wykładana była z dziwacznego Wesela Filologii Marcjana Kapelli (z V wieku) i oszczędnych Instytucji Kasjodora, poemat Arata dawał możliwości pogłębienia wiedzy astronomicznej i meteorologicznej i stąd utrzymał się w systemie edukacji przez całe średniowiecze.

## Cytat w Biblii
Krótki fragment poematu Fenomena został zacytowany w Biblii, w Nowym Testamencie. Znalazł się on w przemówieniu apostoła Pawła wygłoszonym na Areopagu w Atenach (Dzieje Apostolskie 17,28): "Bo w nim żyjemy, poruszamy się i jesteśmy, jak też powiedzieli niektórzy z waszych poetów: Jesteśmy bowiem z Jego rodu." (gr. τοῦ γὰρ καὶ γένος ἐσμέν). (Pierwszy cytat w tym wersecie pochodzi z poezji Epimenidesa).

## Aratos w Polsce
W drugie połowie XVI wieku Andrzej Petrycy Nidecki, zachęcony przez swojego mistrza Sygoniusza, po powrocie z Padwy do Polski, opracował Ciceronis fragmenta, a wśród nich Fragmenta aratea. Wydanie ukazało się w Wenecji w 1561 roku. Nidecki informuje we wstępie, że przy pracy korzystał z pomocy swego padewskiego kolegi Jana Kochanowskiego. O zamiłowaniu Kochanowskiego w Aracie świadczy uzupełnienie przezeń brakujących w przekładzie Cycerona wierszy, według oryginału greckiego. Praca pod tytułem M. T. Ciceronis Aratus, ad Graceum exemplar expensuset loci mancis restitutus ukazała się w Krakowie w 1579 roku. Stała się ona następnie podstawą, dokonanego przez Kochanowskiego, przekładu poematu Arata na język polski, pierwszego w ogóle przekładu tego utworu na język nowożytny. Przekład ukazał się po śmierci poety w 1585 roku. Kochanowski 733 wiersze poematu Arata oddał w 600. rymowanych trzynastozgłoskowcach - skracał więc gdzie mógł opis konstelacji, poszerzył natomiast z 18 do 24 wierszy wstępny hymn otwierający utwór. Pracę nad przekładem rozpoczął wkrótce po powrocie do kraju, o czym świadczy uwaga Nideckiego do drugiego wydania Fragmentów Cycerona (1565), wyrażająca nadzieję na rychłe wzbogacenie polskiej poezji przekładem greckiego poematu, który rozsławi imię poety. O tym że podobnie traktował swój przekład również Kochanowski świadczy apostrofa do muzy z końcówki wstępu: A ty, o Uranija życz mi łaski swojej,/Aby ludzie poznali gwiazdy z pieśni mojej,/której ja dziś wzór biorę z dawnego Arata:/Twój to dar, jeśli ona będzie godna świata.
Czytelnikiem polskiego przekładu Arata mógł być Wojski, który na pamięć znał imię i kształt każdej gwiazdy,/Wskazywał palcem miejsce i drogę ich jazdy. Jego "astronomia" (VIII 61-98) stanowi polski odpowiednik klasycznego przewodnika Arata. Prognozy pogody z zachowania się bydła i ptaków, które umieścił Mickiewicz na początku X księgi Pana Tadeusza są wzorowane na Wergiliuszu. Wiersz o krowie, która coraz ku niebu wznosi wielkie oko,/Usta z dziwu otwiera i wzdycha głęboko oraz o wronach, które stadami obstąpiwszy stawy,/Przechadzają się sobie poważnymi kroki... znajdują swe odpowiedniki w Georgikach II 375n. i I 388n., a tam trafiły z poematu Arata w. 951n. i 961n.